# 바네사 몰리
바네사 몰리(Vanessa Morley, 1986년 8월 9일 ~ )는 캐나다의 배우이다.
밴쿠버에서 태어났다.

## 영화
- 기동전사 건담 - 시드 데스티니 (2004년)
- 그루브 스쿼드 (2002년)
- 뱅, 뱅, 넌 죽었다 (2002, Bang Bang You're Dead) - 프렙피 #1 역
- 기동전사 건담 시드 (2002년)
- 무한의 리바이어스 (1999년)
- 빨간 코 순록 루돌프 (1998년)
- 마이키 이야기 3 (1993년)